# Koralle-Verlag
Die Koralle-Verlag GmbH war ein deutscher Verlag mit Sitz in Hamburg. Sie war eine Tochtergesellschaft des Axel-Springer-Konzerns.
Am 1. Oktober 1975 wurde der Verlag den in Comic Verlag Koralle und in den Koralle Zeitschriften Verlag (Meine Geschichte, Mein Erlebnis, Julia, Romana, Zack) aufgeteilt, wobei Rolf Kauka mit 50 % am Koralle Zeitschriften Verlag beteiligt war. Die Zusammenarbeit mit Kauka wurde Anfang 1976 wieder beendet und die Zeitschriften wieder in den reaktivierten Koralle Verlag übernommen.
Der Verlag verlegte in den 1970er- und 1980er-Jahren vornehmlich Kiosk-Objekte, wie Comic- (ZACK), Frauen- und Rätsel-Zeitschriften sowie die Musikzeitschrift Poster Press.